# غوروخوفيتس
غوروخوفيتس (بالروسية: Гороховец) هي إحدى مدن روسيا في الكيان الفدرالي الروسي فلاديمير أوبلاست.